# Somlay Artúr
Somlay Artúr (született Schneider Arthur Jakab Zsigmond; Budapest, 1883. február 28. – Budapest, 1951. november 10.) kétszeres Kossuth-díjas magyar színész, színészpedagógus.

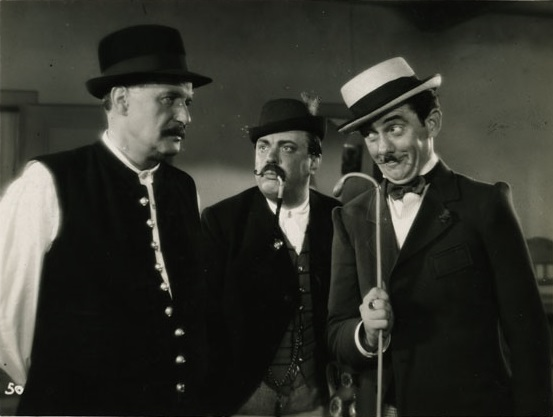
Somlay Artúr (balra) a Piros bugyelláris című film egyik jelenetében Tapolczay Gyulával és Pethes Sándorral (1938)

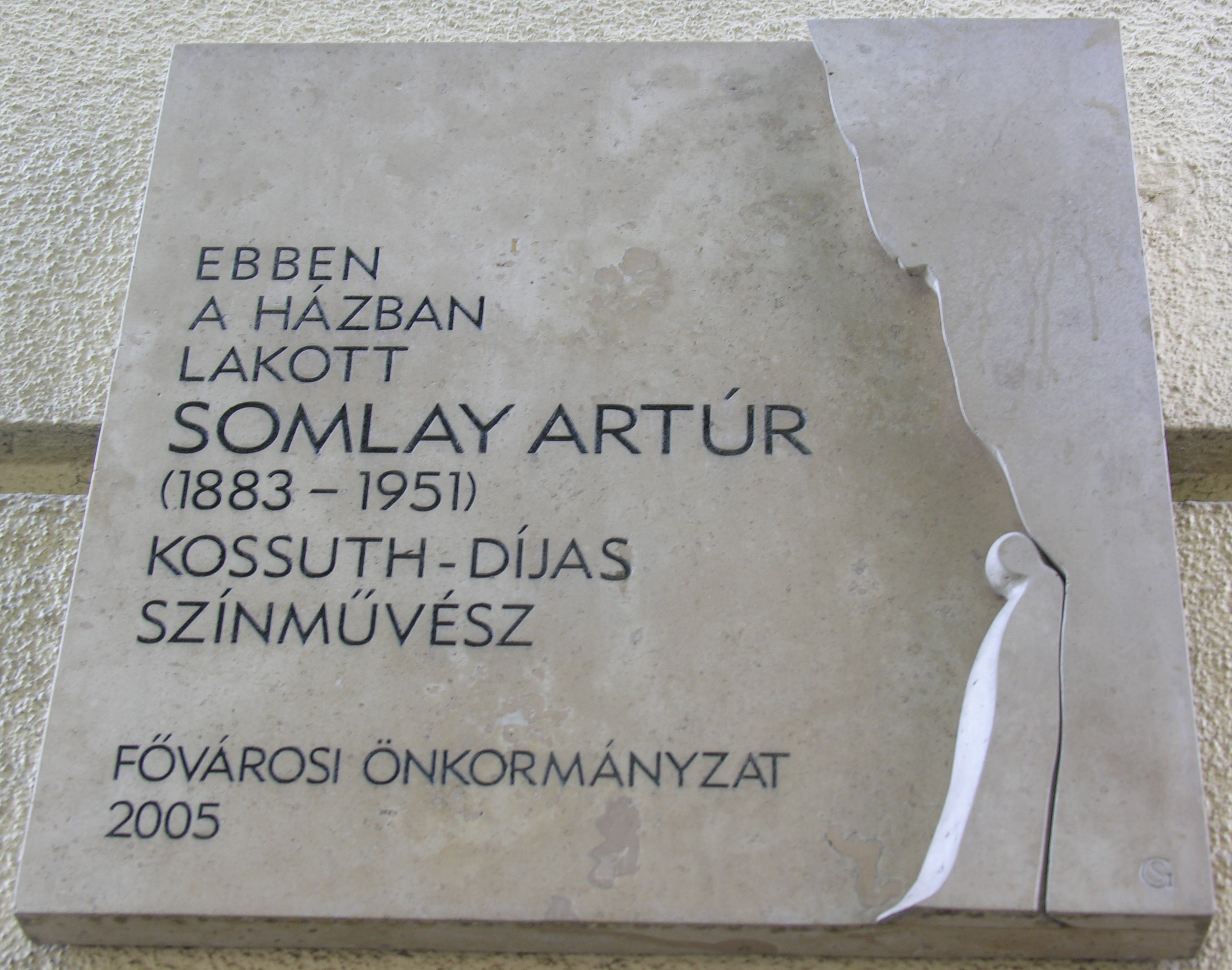
Somlay Artúr emléktáblája egykori lakhelyén, a Szent István körút 9. sz. alatt

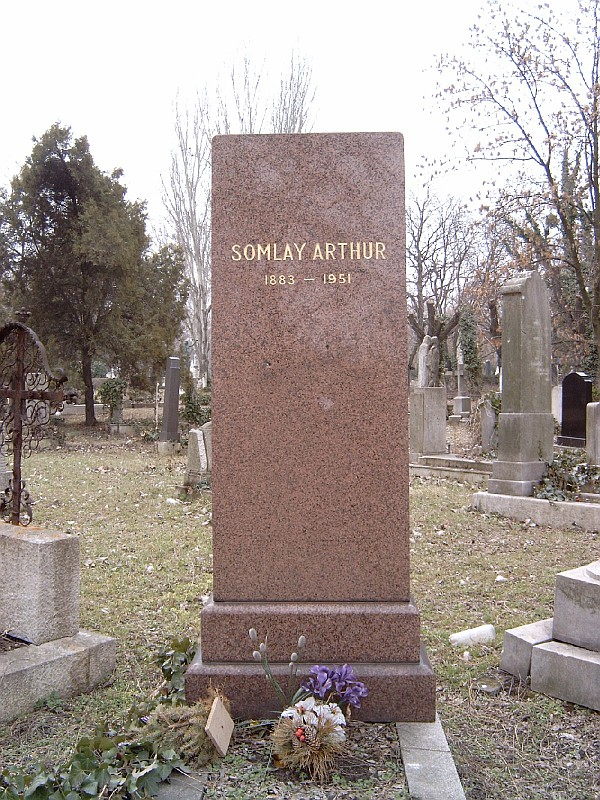
Somlay Artúr sírja Budapesten. Kerepesi temető: 33-1-50/a

## Életpályája
Édesapja Schneider Artúr monarchiabeli katonatiszt, édesanyja Obkracsil (Apkracil) Emília volt, akik öt gyermeket neveltek. A későbbi színészfejedelem többször ellógott hazulról, hogy mindenféle társulatokban felléphessen. Apja egy ideig járt utána, hazavitte, de egy idő után belenyugodott abba, hogy fiából „komédiás” lesz.
A Vígszínház színiiskoláját végezte el, majd 1900-ban lépett színpadra. Egy-egy évadot játszott Kecskeméten, Pozsonyban, Zomborban, Kolozsvárott és Debrecenben. 1905-ben vendégként fellépett a Vígszínházban, 1906-ban pedig a Városligeti Színkörben. 1906–1907-ben Győrött, 1907-ben a Thália Társaságnál és a Fővárosi Kabaréban, utána pedig Miskolcon, illetve a Magyar Színházban lépett fel. 1908–1921 között a Nemzeti Színház tagja volt.
1912-től, a némafilm időszakától kezdve több filmet forgatott és fellépett a rádióban illetve pódiumon is. 1921-ben Berlinben forgatott mozifilmet. Regény- és drámaírással is próbálkozott.
1922–23-ban, 1925-ben és 1929–30-ban a Belvárosi Színházban, 1923-ban, 1926-ban, 1929-ben és 1933-ban a Magyar Színházban, 1924–26-ban pedig a Renaissance Színházban lépett színpadra. 1927-től 17 éven át a Vígszínházban szerepelt. 1935–36-ban a Nemzeti Színházhoz szerződött, 1929-ben meghívták az Új-, 1923-ban, 1928-ban, 1930–31-ben és 1939-ben az Andrássy úti-, 1942-ben a Nemzeti-, 1944-ben az Új Magyar Színház egy-egy bemutató előadására. 1925 júliusában a bécsi Kammerspiele színpadán, 1931-ben magyarországi és erdélyi városokban lépett fel alkalmi társulatával. 1945-ben a Víg- és a Márkus Parkszínház foglalkoztatta. 1946 és 1951 között ismét a Nemzeti Színház tagja volt. 1948-tól 1950-ig tanított a Színművészeti Főiskolán.
A negyvenes évek végén, a kitelepítések kezdetekor, a művész számos nehéz helyzetbe került színészkollégája mellett állt ki. Az akkori időszak kulturális főhatalmassága, Révai József eleinte még hallgatott a szavára, egy idő után azonban már kiüzent az előszobába: nem ér rá. Somlay hazament Nagyboldogasszony út 71. szám alatti lakására, fogott egy üveg konyakot és egy doboz altatót, s az éjszaka folyamán mindkettőt elfogyasztotta; 1951. november 10-én hajnali 3 órakor így érte a halál, amelyet szívbénulás, koszorúérgörcs okozott, szívkoszorúér-elmeszesedéses háttérrel.
Főként hősszerelmes szerepekben voltak kiemelkedő eredményei, de társadalmi kérdéseket feldolgozó, dialógusos színművekben és népi drámákban is jelentőset alkotott. Elsöprő lendületével, hibátlan játékával, érzelmes, szenvedélyes metakommunikációjával megújította a magyar színművészetet. Aprólékosan kidolgozott lélekábrázolásait a külsőségek pontos megjelenítésével párosította.

### Magánélete
1905. május 7-én vette feleségül Laszlovszky Júliát, 1945-ben elváltak. Leányuk Somlay Júlia színésznő, Hajmássy Miklós színész első felesége volt.
Vezetéknevét 1937-ben hivatalosan is Somlayra változtatta.

## Díjai, elismerései
- Kossuth-díj (1948, 1951)
- Kiváló művész (1950)
- A Nemzeti Színház örökös tagja (1948)

## Főbb szerepei

### Színház
- Theseus (Shakespeare: Szentivánéji álom)
- Sári bíró (Móricz Zsigmond: Sári bíró)
- Tiborc, Petur bán (Katona József: Bánk bán)
- Edgár (Strindberg: Haláltánc)
- Oswald (Ibsen: Kísértetek)
- Hamlet (Shakespeare: Hamlet)
- Lala Kalil (Herczeg Ferenc: Bizánc)
- Rendező (Wilder: A mi kis városunk)
- János mester (Márai Sándor: A kassai polgárok)
- Jegor Bulicsov (Gorkij: Jegor Bulicsov és a többiek)
- Lear király (Shakespeare: Lear király)

### Film
- Ma és holnap (1912)
- Simon Judit (1915)
- Faun (1917)
- Ilona (1921)
- Az orvos titka (Párizs, 1929–30)
- Az új földesúr (1935)
- Budai cukrászda (1935)
- Rozmaring (1938)
- A falu rossza (1938)
- A piros bugyelláris (1938)
- Halálos tavasz (1939)
- Fűszer és csemege (1940)
- Zárt tárgyalás (1940)
- Semmelweis (1940)
- Hazajáró lélek (1940)
- Gyurkovics fiúk (1940)
- Erzsébet királyné (1940)
- A kegyelmes úr rokona (1941)
- Életre ítéltek (1941)
- Európa nem válaszol (1941)
- Végre (1941)
- Haláltánc (1941)
- Édes ellenfél (1941)
- Szerető fia, Péter (1942)
- Egy asszony visszanéz (1942)
- Magdolna (1942)
- Intéző úr (1942)
- Lelki klinika (1942)
- Keresztúton (1942)
- A harmincadik (1942)
- Halálos csók (1942)
- Alkalom (1942)
- Szováthy Éva (1943)
- Szerelmi láz (1943)
- Féltékenység (1943)
- Aranypáva (1943)
- Benedek-ház (1943)
- Madách (1944)
- A két Bajthay (1944)
- Gyanú (1944)
- Kétszer kettő (1944)
- Hazugság nélkül (1945)
- Valahol Európában (1947)
- Ludas Matyi (1949)
- Különös házasság (1951)
- Nyugati övezet (1951)

## Művei
- Veszedelem (dráma) (1908)

## Emlékezete
Alakja felbukkan (említés szintjén) Kondor Vilmos magyar író Budapest noir című bűnügyi regényében: amikor a főhős bűnügyi újságíró először szemtől szemben találkozik a könyv negatív főszereplőjével, az a legelső gondolata, mintha személyesen Somlay Artúrral találta volna szembe magát.